# Präfektur Inba

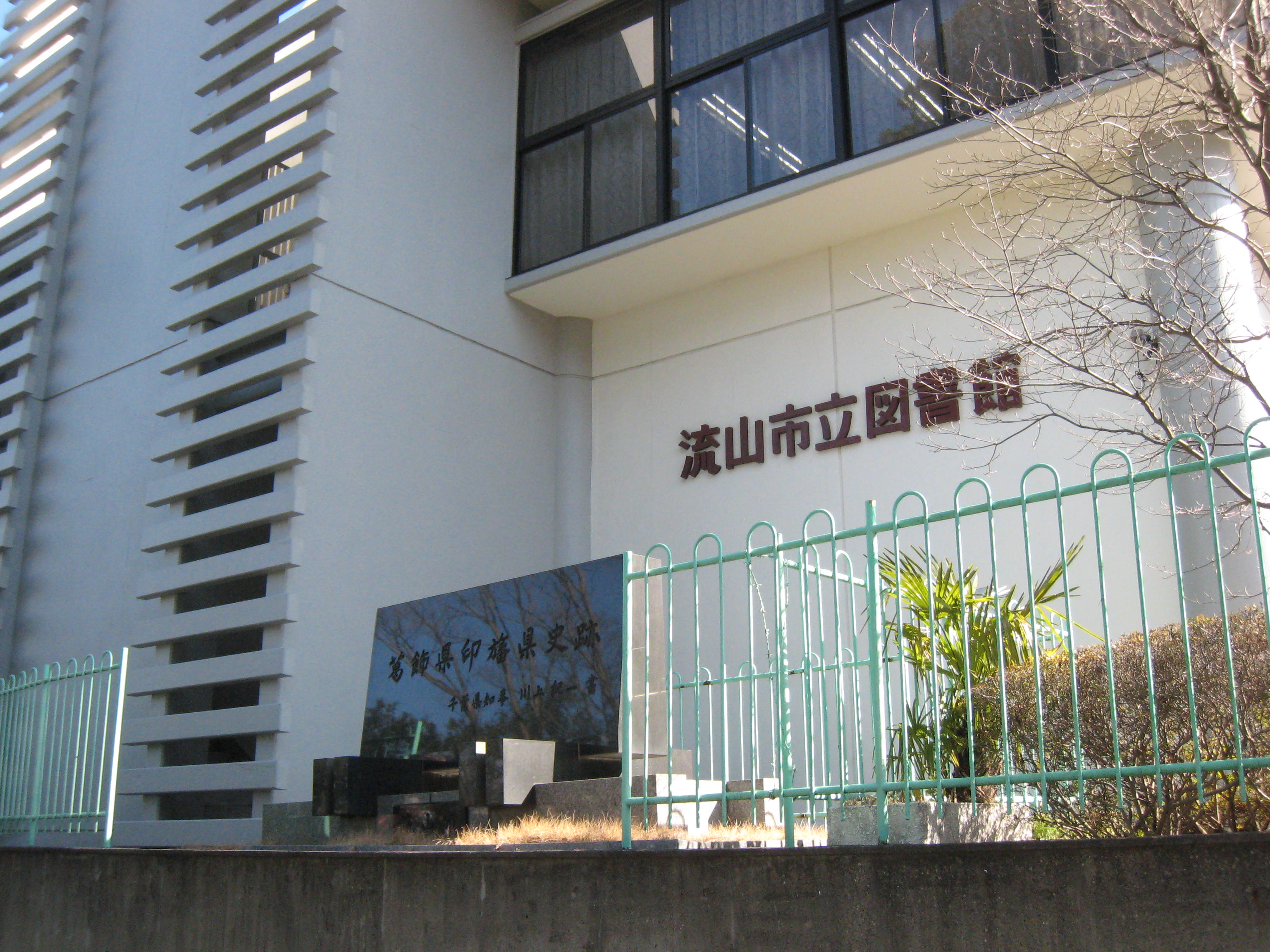
Auf dem Standort der Präfekturverwaltung von Katsushika und später Inba (Gedenkstein im Vordergrund) liegen heute Stadtmuseum und Zentralbibliothek der Stadt Nagareyama

Inba (jap. 印旛県 Inba-ken), alternativ romanisiert Imba, war von Dezember 1871greg. bis Juni 1873 eine Präfektur (-ken) im Westen der japanischen Provinz Shimousa, heute ist ihr Gebiet hauptsächlich Teil der Präfektur Chiba und zu kleinen Teilen Ibaraki und Saitama.
Sie entstand in der Folge der Abschaffung von -han (frühneuzeitlichen Fürstentümern) und Einführung von -ken 1871 bei der anschließenden ersten Welle von Präfekturfusionen aus den Präfekturen/Ex-Fürstentümern Sakura, Koga, Sekiyado, Yūki, Oyumi, Sogano und der schon 1868 während des Boshin-Krieges aus ehemaligen Shogunatsterritorien entstandenen Präfektur Katsushika unter kurzfristiger Bereinigung von Enklaven anderer Präfekturen und Exklaven in anderen Landesteilen, vor allem einer größeren Exklave von Koga in Settsu (heute Osaka und Hyōgo). Nach der Konsolidierung umfasste die Präfektur Inba neun Landkreise (-gun) von Shimousa: Katsushika (nur der in Shimousa gelegene Teil), Yūki, Sashima, Okada, Toyoda, Sōma, Chiba, Inba und Habu. Der Kreis Inba war mit dem ursprünglich vorgesehenen, aber letztlich nicht umgesetzten Sitz der Präfekturverwaltung in der Burgstadt Sakura, vorher Fürstensitz von Sakura, namensgebend für die Präfektur.
Im Juni 1873 wurde der Großteil der Präfektur Inba mit Kisarazu zur Präfektur Chiba mit Verwaltungssitz im Kreis Chiba zusammengelegt. 1875, als auch die Präfektur Niihari zwischen Ibaraki und Chiba geteilt wurde, wurden kleinere Gebiete des früheren Inba an Ibaraki abgetreten, ein kleiner Teil des Kreises Katsushika an Saitama.
Der Sitz der Präfekturverwaltung von Inba befand sich für die meiste Zeit im damaligen Dorf Ka (加[村] Ka[-mura]) im Kreis Katsushika, wo sich vorher auch die Präfekturverwaltung von Katsushika befunden hatte, heute nur als Ka ein Ortsteil der Stadt (-shi) Nagareyama. Erster Gouverneur von Inba war Kawase Hideharu (河瀬秀治), ein Samurai von Miyazu, anschließend Gouverneur von Gunma und Iruma bzw. Kumagaya. Im Februar 1873 wurde Shibahara Yawara (柴原和), ehemals Samurai von Tatsuno, zum Nachfolger und gleichzeitig Gouverneur von Kisarazu; er war anschließend der erste Gouverneur von Chiba.